# Alhred z Nortumbrii

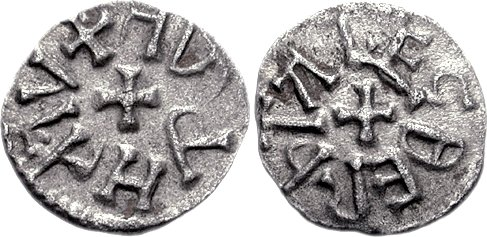
Sceat z imieniem Alhreda

Alhred z Nortumbrii, Alchred, Alcred, Aluchred — władca anglosaskiego królestwa Nortumbrii w latach 765-774.

## Pochodzenie
Zachowana genealogia króla Alhreda wywodzi jego pochodzenie od założyciela dynastii nortumbryjskiej, Idy, przez jego syna o imieniu Eadric. W 762 roku poślubił córkę króla Oswulfa, Osgifu, z którą miał co najmniej dwoje dzieci: Osreda i Alkmunda. Małżeństwo to, poza zwiększeniem szans Alhreda na sukcesję tronu, może stanowić efekt sojuszu z rodem wywodzącym się od Etelfryda, przeciwko rywalizującym o władzę w Nortumbrii Leodwaldingom.

## Panowanie
Kiedy w 765 roku sojusz szlachty i duchowieństwa Nortumbrii zdetronizował dotychczasowego króla Etelwalda Molla, Alhred stanowił doskonałego następcę zarówno z racji swego pochodzenia jak i małżeństwa. Został władcą jeszcze w tym samym roku.
Źródła pisane niewiele podają faktów z okresu jego panowania. Wiadomo jednak, że był dość mocno zaangażowany w życie kościoła nortumbryjskiego i jego misje na kontynencie. Zwołane przez niego zgromadzenie religijne wysłało z misją do Bremy św. Willehada, co doprowadziło do powstania arcybiskupstwa w tym mieście. Zachował się również list, który Alhred i Osgifu wysłali do Lulla, biskupa Mongucji. Para królewska poleca się w nim modlitwie biskupa, wymienia zaufanych krewnych i przyjaciół, którzy mogą przekazywać korespondencję oraz prosi o pomoc w pokojowej misji dyplomatycznej do Karola Wielkiego, króla Franków.
Nie wiadomo, jaka była przyczyna obalenia Alhreda w 774 roku. Król został wygnany z kraju. Symeon z Durham w swojej kronice Historia Regum Anglorum odnotował, że Alhred udał się na dwór Cinioda, króla Piktów.
Następcą Alhreda został syn Etelwalda Molla, Etelred.